# 만프레트 쿠르처
만프레트 쿠르처(독일어: Manfred Kurzer, 1970년 1월 10일~)는 독일의 전직 사격 선수로 주 종목은 10m 러닝타켓이다. 올림픽에 2회 참가했으며 2004년 하계 올림픽 남자 10m 러닝타켓 종목에서 금메달을 획득했다.